# Tepuza de Ortiz
Tepuza de Ortiz är en ort i Mexiko.   Den ligger i kommunen Pénjamo och delstaten Guanajuato, i den centrala delen av landet, 290 km väster om huvudstaden Mexico City. Tepuza de Ortiz ligger 1 721 meter över havet och antalet invånare är 175.
Terrängen runt Tepuza de Ortiz är platt åt sydost, men åt nordväst är den kuperad. Runt Tepuza de Ortiz är det ganska tätbefolkat, med 108 invånare per kvadratkilometer. Närmaste större samhälle är Pénjamo, 6,4 km väster om Tepuza de Ortiz. Omgivningarna runt Tepuza de Ortiz är en mosaik av jordbruksmark och naturlig växtlighet.